# Кіріяк Неля Павлівна
Неля (Нелля) Павлівна Кіріяк (20 грудня 1935, Тирасполь, тепер Придністров'я, Молдова — ?) — молдавська радянська державна і комуністична діячка, заступник голови Ради міністрів Молдавської РСР. Депутат Верховної Ради Молдавської РСР 9—11-го скликань. Народний депутат СРСР (1989—1991). Член ЦК Комуністичної партії Молдавії. Кандидат історичних наук (1982).

## Життєпис
Народилася в родині службовця. У 1958 році закінчив Московський технологічний інститут легкої промисловості.
У 1958—1963 роках — майстер, начальник зміни, начальник цеху, головний технолог Кишинівського комбінату штучних шкір і гумово-технічних виробів імені Калініна Молдавської РСР.
Член КПРС з 1961 року.
У 1963—1964 роках — інструктор промислово-транспортного відділу ЦК КП Молдавії.
У 1964—1966 роках — слухач Вищої партійної школи при ЦК КПРС у Москві.
У 1966—1969 роках — заступник завідувача промислово-транспортного відділу ЦК КП Молдавії.
У 1969—1970 роках — заступник міністра місцевої промисловості Молдавської РСР. У 1970—1972 роках — 1-й заступник міністра місцевої промисловості Молдавської РСР.
У 1972—1974 роках — 1-й секретар Ленінського районного комітету КП Молдавії міста Кишинева.
У 1974—1976 роках — завідувач відділу планових і фінансових органів ЦК КП Молдавії.
У 1976—1978 роках — завідувач відділу легкої промисловості, торгівлі і побутового обслуговування ЦК КП Молдавії.
У 1978—1980 роках — аспірант Академії суспільних наук при ЦК КПРС у Москві.
7 липня 1980 — 28 лютого 1987 року — заступник голови Ради міністрів Молдавської РСР.
28 лютого 1987 — 29 липня 1989 року — секретар Президії Верховної ради Молдавської РСР.
Подальша доля невідома.

## Нагороди
- орден Трудового Червоного Прапора
- орден «Знак Пошани»
- ордени
- медалі